# Benno von Witzleben
Wolf Dietrich Benno von Witzleben (* 18. März 1808 in Wurzen; † 17. Mai 1872 in Dresden) war sächsischer Generalleutnant und von 1849 bis 1863 Generaladjutant des Königs von Sachsen.

## Herkunft
Er stammt aus dem thüringischen Uradelsgeschlecht von Witzleben und war das vierte Kind des Majors Dietrich von Witzleben (* 22. September 1769; † 12. August 1833) und dessen Ehefrau Charlotte Elisabeth Henriette von Funck (* 5. Februar 1768; † 23. Januar 1831).

## Leben
Als Fahnenjunker gehörte er ab 1824 dem sächsischen 1. Linien-Infanterieregiment Prinz Anton an; ab 1832 als Oberleutnant im Leib-Infanterieregiment. 1834 wurde er Regimentsadjutant, 1843 Hauptmann und 1844 Kompanie-Kommandeur.
Im Jahre 1849 beförderte ihn Friedrich August II. vom Hauptmann zum Major. In der 1854 beginnenden Regierungsperiode König Johanns war er als dessen Adjutant tätig.
1863 wurde er Generalmajor der Infanterie und 1866 Generalleutnant. Er war Mitglied des Oberkriegsgerichts.

## Familie
1845 heiratete er in Dresden Emma von Charpentier (* 27. Juni 1818; † 12. Juni 1846). Das Paar hatte eine Tochter:
- Emma (1846–1900)

Nach dem Tod seiner ersten Frau heiratete er am 28. Mai 1851 Caroline von Zedlitz (* 10. Oktober 1819; † 19. April 1897). Aus dieser Ehe gingen drei Kinder hervor:
- Kurt Dietrich Gustav (* 18. Februar 1852; † 29. Juni 1901) ⚭ 1887 Katharine Green (* 7. November 1856)
- Therese Auguste (1853–1901)
- Benno (1857–1862)